# Luchem
Luchem ist eine Ortschaft am Wehebach und gehört seit 1972 zur Gemeinde Langerwehe im Kreis Düren.

## Lage
Luchem ist der nördlichste Ortsteil von Langerwehe, und an seinem nördlichen Ortsrand verläuft die A 4, unter der drei Brücken nahe beieinander verlaufen: für die Hauptstraße Richtung Lucherberg, für den Wehebach und für einen parallel verlaufenden Mühlenbach, die die Wasserkraft für die örtlichen historischen Wassermühlen am Wehebach lieferten.

## Geschichte
Mit Werner von Merödgen, genannt Luchem, wird der Ort 1373 erstmals urkundlich erwähnt. Luchem gehörte bis 1972 zum früheren Amt Lucherberg im Kreis Jülich. Bei der kommunalen Neugliederung, die am 1. Januar 1972 in Kraft trat, wurde die A 4 als Grenze zwischen Langerwehe und Inden festgelegt, weswegen Luchem nach Langerwehe eingemeindet wurde.

## Verkehr
Die nächste Autobahnanschlussstelle ist Langerwehe. Sie wurde am 21. Dezember 2015 zusammen mit der Ortsumgehung Luchem der L 12n eröffnet.
Der nächste Bahnhof ist Langerwehe. Die Bushaltestellen Blumenstraße und Luchem Mitte werden von der AVV-Linie 296 des Rurtalbus bedient.
| Linie | Verlauf |
| ----- | --- |
| 296   | Düren Bf/ZOB – StadtCenter – Kaiserplatz – Gürzenich – Derichsweiler – Schlich – Merode – Pier – Jüngersdorf – Langerwehe Holzstr. – Langerwehe Bf – Luchem – Inden/Altdorf – Lamersdorf – Lucherberg / Frenz |

## Vereine
Vor dem Zweiten Weltkrieg gab es in Luchem ein vielfältiges Vereinsleben. Die Feuerwehr gab es in Luchem offiziell ab 1927, aber auch vorher wurde schon über die Löschgruppe berichtet. Die erste Nennung war im Jahre 1882. Zusätzlich gab es die „Germania-Schützenbruderschaft“, ein Theater- und Gesangsverein. Nach dem Krieg gründete man neben der Feuerwehr eine Maigesellschaft, diese veranstaltete die erste Kirmes um 1951. Als sich die Maisgesellschaft auflöste, fand im Mai 1953 das erste Feuerwehrfest statt, es wurde ein Hahnenkönig gekrönt um die Tradition der „Germania-Schützenbruderschaft“ weiter aufleben zu lassen. Ab diesem Zeitpunkt veranstaltete die Feuerwehr in jedem Jahr am Wochenende vor Christi-Himmelfahrt ein Fest. Am 18. Januar 2000 gründete man eine Feuerwehrkapelle, die bis heute erhalten ist.
Mittlerweile gibt es in Luchem nur noch die „Freiwillige Feuerwehr Luchem“ und den „Musikzug Löschgruppe Luchem“.